# Merdzavan
Merdzavan o Merdsavan (en armenio: Մերձավան) es una comunidad rural de Armenia ubicada en la provincia de Armavir.
En 2009 tenía 3387 habitantes.
La economía del pueblo está basada en la agricultura y la ganadería, pero ha adquirido un desarrollo urbano por su proximidad al distrito Malatia-Sebastia de la capital nacional Ereván.
Se ubica en la parte más oriental de la provincia, unos 10 km al este de Echmiadzin y unos 2 km al oeste del límite con el territorio de la capital nacional.